# Venă talamostriată superioară
Vena talamostriată superioară sau vena terminală începe în scizura dintre corpus striatum și talamus, primește numeroase vene din ambele părți și se unește în spatele crestei fornixului cu vena coroidă superioară pentru a forma venele cerebrale interne. 